# 高岡まゆみ
高岡 まゆみ（たかおか まゆみ、1974年9月20日 - ）は日本の元AV女優。
神奈川県出身。高校卒業直後にSMに興味があると言って、アートビデオの「淫乱なま肉処女まゆみ」でAVデビューした。
DivaSM制服コレクションでモデルを務めている。

## 出演作品
- SUPER LINGERIE 26（1993年、英知出版）他出演:岡村なつき、葉山みどり他
- 淫乱なま肉処女まゆみ（1993年11月20日、アートビデオ）
- 麗しの契約奴隷（1994年1月27日、アートビデオ）
- 巨乳クライシス（GORILLA）
- 乱れ泣く天使たち（1994年8月11日、アートビデオ）他出演11名
- クライマックスダイジェスト 乱舞 '94（1994年12月8日、アートビデオ）他10名出演
- 美少女宅配便 創刊号（1995年4月20日、英知出版）橋本優美子、竹中なお、矢野愛子

### 業務用ゲーム
- THE 野球拳パート20 レースクイーン編（NEWジャトレー）

## 雑誌
- ピンクハウス 1993年9月号（表紙）
- ぞっこん美少女 1993年10月号
- ベッピンスクール 1993年12月号、1994年1月号
- JMATE 1994年6月号
- 胸キュン写真同盟 1994年8月号
- 元気のでるマガジン 1994年8月号
- アップル通信 1995年06月号
- スーパー写真塾 1995年08月号、1996年10月号、12月号
- アクションPRESS 1995年10月号